# Doggarts
Doggarts was een warenhuisketen in het noordoosten van Engeland, met het hoofdkantoor en hoofdwinkel in Bishop Auckland.

## Geschiedenis
In 1892 verhuisde Arthur Robert Doggart, uit Aldershot, naar Bishop Auckland om de functie van koper van kousen en luxe goederen op zich te nemen voor een textielbedrijf gevestigd in Auckland House, op de hoek van de Market Place.
In 1895 nam Doggart het bedrijf over en begon het bedrijf op zijn eigen manier te runnen. Hij breidde uit door de opening van een tweede winkel in Shildon en door de Doggarts Club op te richten. Hiermee werd het voor de arme mijnwerkersfamilies mogelijk om meubels en kleding te kopen met een renteloze lening.  Arthur Doggart was een toegewijde baptist en werd president van de Baptist Union. 
Het bedrijf, dat alles behalve voedsel verkocht, groeide verder uit en bediende veel van de mijnwerkersgemeenten  in het noordoosten door de opening van nieuwe filialen. In 1933 bouwde Doggarts een nieuwe winkel in Gateshead voor £ 30.000. Op een gegeven moment had het bedrijf 17 vestigingen, die allemaal werden aangestuurd vanuit de hoofdwinkel in Bishop Auckland. Het bedrijf had filialen in: 
- Bisschop Auckland
- Ashington
- Billingham
- Chester-le-Street
- Consett
- Boef
- Darlington
- Durham
- Gateshead
- Houghton-le-Spring
- Nieuw Shildon
- Peterlee, geopend 1968
- Seaham Harbouw
- Shildon
- Spennymoor
- Stockton op Tees
- West-Stanley
- Wingate, County Durham

Voor de operationele taken van de Doggarts Club werden twee bedrijven opgericht; de Ashton Supply Company en de Economic Clothing Company. Deze bedrijven hadden ooit 800 medewerkers die door het County Durham reisden om betalingen van Doggarts-klanten te innen.  Het bedrijf stond bekend om zijn groene bestelwagens, pneumatische wisselgeldautomaten en handgeschreven prijskaartjes. 
In de jaren zeventig had het bedrijf zijn eigen rallyauto die deelnam aan de RAC Rally, bestuurd door Nicky Porter en bestuurd door John Parker.
De successierechten en de inflatie troffen het bedrijf hard en het was te klein om in grote hoeveelheden in te kopen, waardoor het niet kon tippen aan de grote ketens.  In november 1980 kondigde Jamie Doggart aan dat het bedrijf, dat op dat moment nog tien winkels telde, zou sluiten, waarbij 340 banen verloren gingen. De Bishop Auckland-winkel sloot uiteindelijk zijn deuren op de kerstavond 1980.